# Fiorenzo Umberto Tessiatore
Fiorenzo Umberto Tessiatore OFM (chiń. 戴夏德; ur. 27 kwietnia 1892 w Pertusio, zm. 10 kwietnia 1932 w Tungyuenfang) – włoski duchowny rzymskokatolicki, franciszkanin, misjonarz, wikariusz apostolski Xi’anfu.

## Biografia
W 1907 wstąpił do Zakonu Braci Mniejszych. 8 listopada 1914 otrzymał święcenia prezbiteriatu i został kapłanem swojego zakonu.
16 maja 1928 papież Pius XI mianował go wikariuszem apostolskim Xi’anfu oraz biskupem tytularnym algiskim. 22 lipca 1928 w Tungyuenfangu przyjął sakrę biskupią z rąk swojego poprzednika, wikariusza apostolskiego Hankou Eugenio Massiego OFM. Współkonsekratorem był wikariusz apostolski Kaifengu Noè Giuseppe Tacconi PIME.
Urząd wikariusza apostolskiego sprawował do śmierci 10 kwietnia 1932.